# Антоніо Рольдан
Антоніо Рольдан Рейна (ісп. Antonio Roldán Reyna; 15 червня 1946, Мехіко, Мексика) — мексиканський боксер, олімпійський чемпіон 1968 року. 

## Аматорська кар'єра
Олімпійські ігри 1968 
- 1/16 фіналу. Переміг Хвада Абделя (Судан) 5-0
- 1/8 фіналу. Переміг Едварда Трейсі (Ірландія) 4-1
- 1/4 фіналу. Переміг Валерія Плотнікова (СРСР) 3-1
- 1/2 фіналу. Переміг Філіпа Варуінге (Кенія) 3-2
- Фінал. Переміг Альберта Робінсона (США) DSQ